# Itapemirim
Itapemirim é um município brasileiro do estado do Espírito Santo. Sua população estimada em 2022 era de 39 832 habitantes, sendo o terceiro município mais populoso do sul capixaba. Está dividido em 5 distritos, a saber, Itapemirim (sede), Itaipava (Segundo Distrito, criado pela lei municipal nº 779, de 22.5.1978), Itapecoá, Rio Muqui (Quarto Distrito, criado pela lei municipal nº 740, de 26.12.1976), e Piabanha do Norte (Quinto Distrito, criado pela lei municipal nº 2181, de 13.6.2008). Itaipava é o distrito que concentra o maior contingente urbano do município com cerca de 12 mil habitantes.

## História
O município de Itapemirim, antes da criação do município de Cachoeiro de Itapemirim, abrangia todo o sul do estado do Espírito Santo até a fronteira com Minas Gerais. O município ocupa a região do baixo rio Itapemirim, que com seu afluente, o rio Muqui do Norte, tem importância decisiva na vida sócio econômica da região. A mais antiga referência sobre povoamento da região remonta a 1539, quando Pedro da Silveira estabeleceu-se próximo a foz do Itapemirim com uma fazenda. A região, entretanto permaneceu até ao século XVIII, sem nenhuma maior ocupação. Somente após o célebre ataque dos índios Puris, em 1771, que os mineradores da região da Serra do Castelo, em fuga, vieram, em parte se estabelecer na foz do Rio Itapemirim. Dois destes mineradores, Pedro Bueno Cacunda e o capitão Baltazar Caetano Carneiro, adquiriram os direitos de Inácio Cacundo a uma fazenda, com engenho de açúcar, que fora fundado em torno de 1700 por Domingos de Freitas Bueno Caxangá. Esta propriedade, denominada Fazendinha, localizava-se onde é a cidade de Vila de Itapemirim. Entre os fugitivos dos puris estava o vigário do Arraial de Santana de Castelo, padre Antônio Ramos e Macedo que trouxe para a então capela da Fazendinha as imagens de Nossa Senhora da Conceição, São Benedito, a pia batismal e o sino que serviram para a nova paróquia, depois dedicada a Nossa Senhora do Amparo.
A região progrediu com o .surgimento de novas fazendas, a concessão de sesmarias e a legalização das propriedades, no período final do século XVIII e início do século XIX. Toda vida econômica baseava-se na cultura da cana-de-açúcar e na produção de açúcar e aguardente. O progresso tornou-se tal que, pelo alvará de 27 de junho de 1815, foi criado o município de Vila de Itapemirim, sendo o patrimônio da Câmara demarcado pelo ouvidor José Libano de Souza, numa área de meia légua quadrada e instalada a 9 de agosto de 1815. Nesta época havia nove engenhos de açúcar desde a foz do Rio Itapemirim até as cachoeiras onde hoje fica a cidade de Cachoeiro de Itapemirim. Eram eles: Aguapé, barra Seca, Areia, Boa Vista, Cutia, Paineiras, Poço grande e São Gregório da Ribeira. A população da região atingiu em 1824, 2.332 habitantes. A importância da região devia-se aos seguintes fatores: grandes propriedades agrícolas produtoras de cana-de-açúcar e posição estratégica da Vila de Itapemirim, que além de servir de porto escoadouro da produção, situava-se no encontro entre a chamada Estrada Geral, que unia pelas praias, Vitória ao Rio de Janeiro, e a ligação com o interior, especialmente com a estrada do Rubim na Serra do Castelo.
Em 1828, a Vila de Itapemirim possuía apenas duas lojas de fazendas e três de mantimentos e bebidas, havendo uma escola de primeiras letras com doze alunos.
O progresso regional estava intimamente ligado a produção de cana-de-açúcar e aguardente. Este trabalho agrícola exigia mão-de-obra escrava que nem sempre era pacíficas ordens e os tratos recebidos. Exemplo disso foi o levante de escravos de 1831 que atingiu grandes proporções. Mesmo após a lei que proibia o tráfico de escravos, tentou-se em Itapemirim o desembarque deles, em 1851 e 1852, com os navios negreiros Sociedade Feliz e Segundo, respectivamente, que foram rendidos. O barão de Itapemirim era acusado de ser o principal protetor dos traficantes de negros escravos do Espírito Santo.
Uma estatística de 1851 mostra o poderio econômico de Itapemirim. Nesta fase máxima, em seu território, produzia-se mais da metade de todo o açúcar de aguardente do Espírito Santo. Havia 22 engenhos com 1.348 escravos produzindo 78.700 arrobas de açúcar, 12 estabelecimentos produzindo 622 pipas de aguardente, além de 13 grandes fazendas, com 415 escravos rendendo 18.600 arrobas de café. Este notável desenvolvimento econômico, produzido pelo cultivo de cana-de-açúcar, resultou no período de maior projeção do Município de Itapemirim, que foi entre 1850 e 1870. Já em 1852 o porto de Itapemirim era ligado por navegação regular a vapor com Anchieta (Benevente), Guarapari, Vitória, Santa Cruz, São Mateus, Caravelas (BA) e exportava principalmente o açúcar, a aguardente e o café da região. Desde o período são grandes os casarões de fazenda, hoje desaparecidos em quase toda sua totalidade, inclusive o que tinha forma de castelo da Fazenda Santo Antônio de Muqui, pertencente ao Barão de Itapemirim. São desta época também os casarões que enriqueceram a paisagem urbana da Vila de Itapemirim e a Igreja de Nossa Senhora do Amparo, que é a terceira construída no local. Precedeu-a a antiga capela da Fazendinha que durou até 1815, quando o Presidente da Província Francisco Alberto Rubim iniciou a construção da Segunda que logo ficou superada pelas necessidades e exigências da vila que progredia.
Boa parte das construções na Vila de Itapemirim tiveram como material as pedras que vinham nos navios, servindo de lastro, que eram despejadas para dar lugar ao açúcar para embarcar. Com a decadência do açúcar, pelo aviltamento nacional de seus preços, surgiu no interior do Vale de Itapemirim e provocou a emancipação, a 25 de março de 1867. O município de Itapemirim ficou reduzido a uma breve faixa costeira. Assim, iniciou-se um processo lento, mas contínuo de decadência, pois o açúcar já não mais tinha grande representação econômica e a região do café, que gerava riqueza, ficou toda anexada ao novo município de Cachoeiro de Itapemirim. Em 1871 havia no município de Itapemirim 4.680 habitantes livres e 2.013 escravos. No ano seguinte, em função da necessidade de exportar o café produzido no interior, o capitão Hanrique Deslandes teve a concessão para explorar a navegação a vapor entre o porto de Itapemirim e Cachoeiro. Esta navegação iniciou-se em 3 de abril de 1876, com quatro vapores acrescida posteriormente de mais quatro outros, sendo um exclusivo de passageiros.
A navegação do Rio Itapemirim prosseguiu, com algumas dificuldades até que em 1881, o Capitão Deslandes transferiu ao português Simão Rodrigues Soares a concessão. Nesta nova fase, com a subvenção oficial de 18 contos de reis por ano, restabeleceu-se, ampliou-se a navegação, que atingiu também portos vizinhos e fez desenvolver no porto da barra de Itapemirim um novo centro urbano, a Barra de Itapemirim, com imponência do Trapiche, construído em 1866, e de outros casarões e igrejas do final do século. Mas a região empobreceu e servia apenas de entreposto comercial para o interior que sucessivamente aumentava sua produção cafeeira. No governo de Muniz Freire (1892 a 1896) foi feito um contrato para estabelecer um engenho central em Itapemirim, entretanto somente no Governo Jerônimo Monteiro (1908 a 1912) houve a efetivação de medida, com a criação da Usina Paineiras, destinada a modernizar e ampliar a produção de açúcar, substituindo os velhos e antieconômicos engenhos. No início do século, com o desmatamento do vale, o Rio Itapemirim começou a apresentar sérias dificuldades para a navegação devido ao assoreamento de seu leito. Também, nesse período, iniciou-se a construção da Estrada de Ferro Itapemirim, que ligava o Porto da Barra do Itapemirim até a Usina Paineiras e, posteriormente (1920), de Paineiras até Cachoeiro.
Com a ligação ferroviária de Cachoeiro de Itapemirim ao Rio de Janeiro (1903) a Vitória (1910), o Porto da Barra de Itapemirim, era o principal e único fator de riqueza no município.  Itapemirim também servia de entreposto da Colônia do Rio Novo e a ela era ligado por um canal artificial, denominado Canal do Pinto, construído pelo engenheiro Pinto. Este canal perdeu sua função a partir da inauguração da Estrada de Ferro Itapemirim, em 1912, que ligava o Porto da Barra de Itapemirim (e posteriormente Marataízes) a Cachoeiro de Itapemirim e da Estrada de Ferro do Litoral, em 1928, que ligava Rio Novo do Sul a Paineiras. Entretanto, com a abertura rodoviária ligando Cachoeiro ao Rio de Janeiro e à Vitória, via Rio Novo, e o asfaltamento da rodovia que ligava Cachoeiro à Itapemirim e Marataízes, a Estrada de Ferro do Litoral e a Estrada de Ferro Itapemirim perderam suas razões de serem e foram extintas. Com o fim da última ferrovia e devido ao assoreamento da foz do rio, o Porto da Barra de Itapemirim acabou desativado. Consequentemente, o Município de Itapemirim ficou isolado do desenvolvimento até que muito recente, com as aberturas de vias de comunicação (estradas), houve sua reintegração ao progresso regional.
O bicentenário de Itapemirim é o enredo do G.R.E.S. Unidos de Jucutuquara no carnaval 2015 em Vitória. (enredo  e samba enredo ).

## Demografia
A maioria da população é descendente de portugueses,negros, italianos, sírios, Libaneses, indígenas e alemães.
| Cor/Raça | Percentagem |
| -------- | ----------- |
| Brancos  | 49,5%       |
| Negros   | 5,9%        |
| Pardos   | 43,0%       |
| Amarelos | 1,6%        |

Fonte: Censo 2010

## Turismo

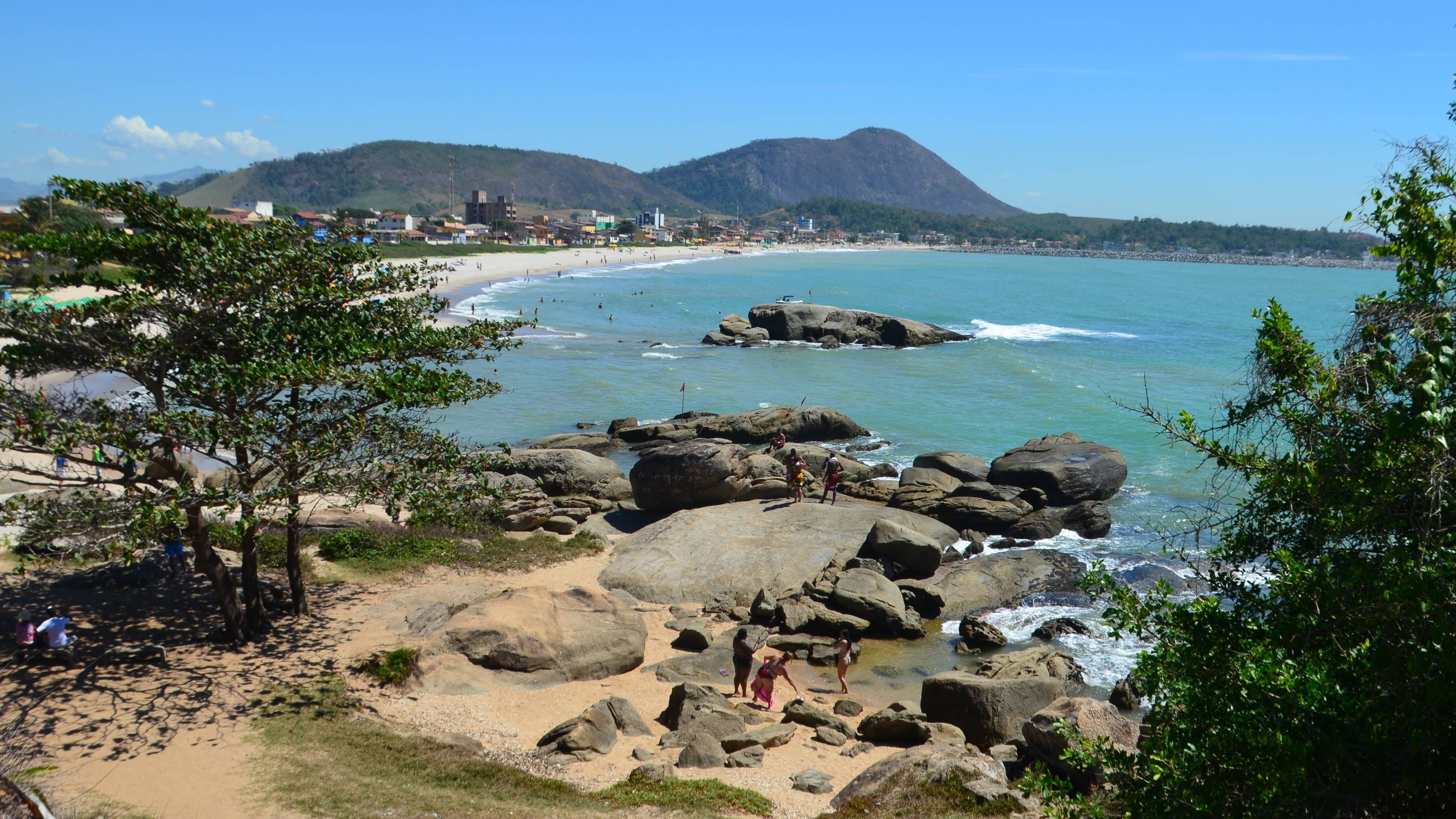
Vista das pedras de Itaoca com o Monte Aghá ao fundo

Itapemirim faz parte da Rota da Costa e da Imigração e é um dos raros recantos do sul onde a proximidade entre o mar e a montanha é menor. O calor das areias das praias de Itaipava, Itaóca e Ilha dos Franceses contrasta com o clima ameno do Frade e a Freira, às margens da BR-101.
A exuberante natureza granítica transformou-se no ponto alto dos esportes de aventura como o voo livre, rapel e trilhas. No Frade e a Freira ou no Monte Aghá, de frente para o mar, a vista panorâmica nos remete às longas distancias presenteadas pelo nascer do sol ou da lua.
A lagoa Guannandy ou mais conhecida como lagoa do Gomes tem seu potêncial turístico crescente cada vez mais.Turistas de todo o estado vem desfrutar de uma imensidão de água doce.
Todo o distrito de Itaipava localiza-se em uma APA (Área de Preservação Ambiental), compreendendo desde a foz do rio Itapemirim na divisa com o Município de Marataízes até grande parte do município limítrofe ao norte, Piúma.
BAIRROS;
Os Bairros de Itapemirim são: Itapemirim (sede), Vargem Grande, Itaipava, Itaoca, Bela Vista, Joacima, Muritióca, Gomes, Fazenda Velha, Vila Nova, Rosa Meirelles, Namitala Ayub, Candéus, Campo Acima, Cerejeiras, Duas Barras, Graúna, Brejo Grande do Sul, Brejo Grande do Norte, Paineiras, Rio Muqui, Garrafão, Barbados, Coab, Córrego do Ouro, Safra, São João da Lancha, Luanda, Timbó, Frade, Sapucaia, Palmital, Cacheta, Bom Será, Retiro, Beira Rio, Piabanha do Norte, Ilha do Gato, Deserto Feliz, Santo Amaro, Ilha do Leandro, Pedrinhos, Afonso, Limão, Cuica e Ilha dos Franceses.

## Economia
A economia local gira em torno da cana-de-açúcar, o leite e a pesca. Itapemirim possui uma das maiores empresas de exportação do Brasil, situada no distrito de  Itaipava, a Atum do Brasil possui uma complexa  estrutura para receptação e envio de pescados, beneficiando mais de 2000 famílias que sobrevivem da pesca, e também, a usina Paineiras, Situada no Bairro de Paineiras, movimenta a economia local com o beneficiamento da cana-de-açúcar.